# Amelia (Louisiane)
Pour les articles homonymes, voir Amelia.
Amelia est une census-designated place de la paroisse de Sainte-Marie, en Louisiane, aux États-Unis. 